# Stara Synagoga w Cieszynie
Stara Synagoga w Cieszynie – pierwszy publiczny żydowski dom modlitwy w Cieszynie znajdujący się na rogu ulic Menniczej i dr. Ludwika Kluckiego.
Bożnicę założono w 1801 roku w wynajętych pomieszczeniach w przybudówce kamienicy nr 150 (obecnie ul. Mennicza 36) należącej do Piotra Jana Sporschilla. W największym pomieszczeniu znajdowała się główna sala modlitewna, a w sąsiednim mniejszym babiniec. Resztę pomieszczeń użytkował dozorca bożnicy. Bożnica funkcjonowała do czasu wybudowaniu nowej okazałej synagogi w 1838 roku.
Przy bożnicy działał legendarny cieszyński rabin, Juda Löbl Glücklich.